# Francis Bertie, 1. Viscount Bertie of Thame

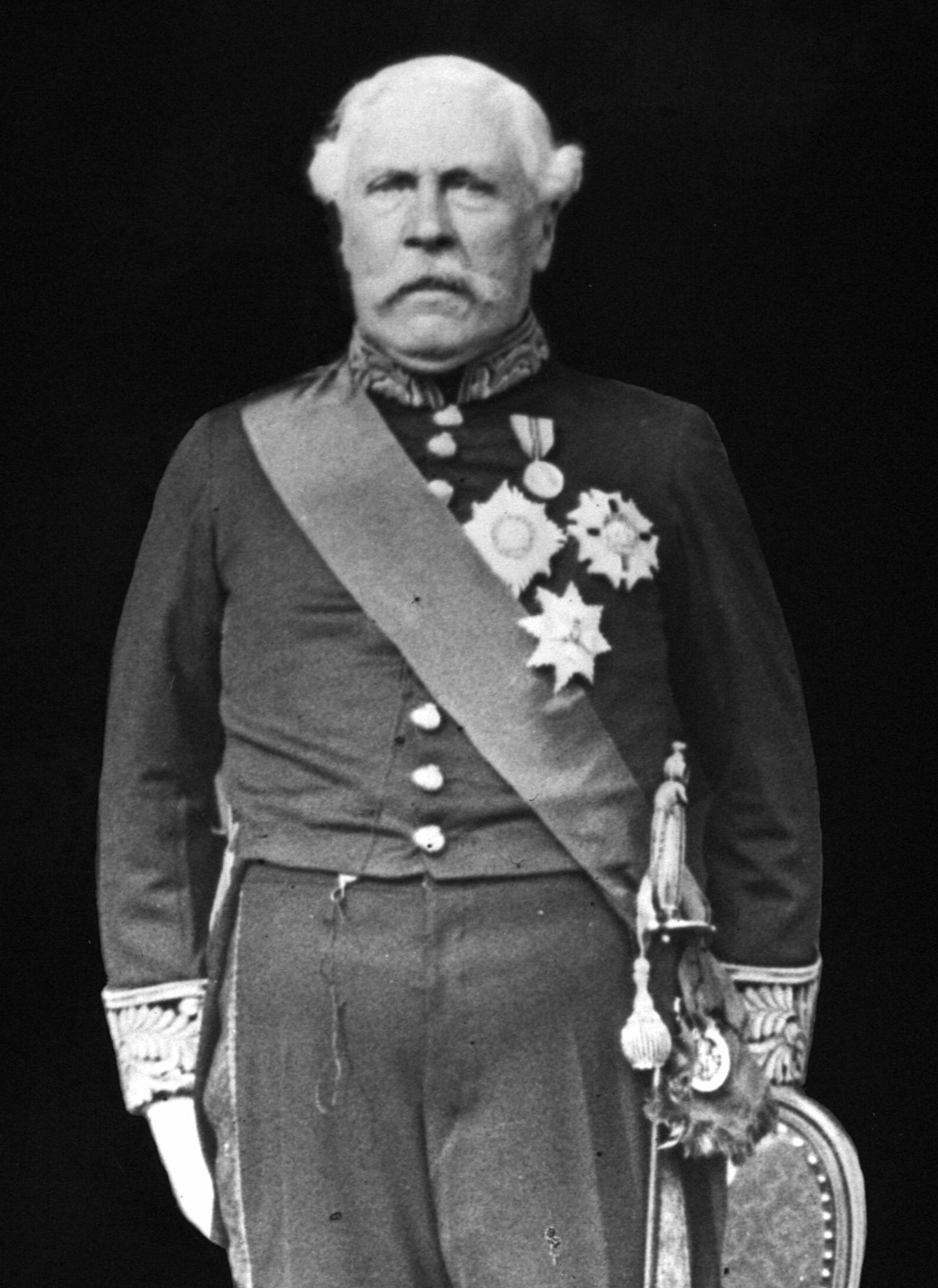
Lord Bertie of Thame, 1915

Francis Leveson Bertie, 1. Viscount Bertie of Thame GCB, GCMG, GCVO, PC (* 17. August 1844 in der Gemeinde Wytham, Berkshire; † 26. September 1919 in London) war ein britischer Diplomat. Er war unter anderem britischer Botschafter in Italien von 1903 bis 1905 und in Frankreich von 1905 bis 1918, zur Zeit der Entente cordiale.

## Leben

### Herkunft und Ausbildung
Bertie war der zweite Sohn von Montagu Bertie, 6. Earl of Abingdon, und der Elizabeth Lavinia Vernon-Harcourt. Er wurde in Eton ausgebildet und verbrachte nach seinem Abschluss 1860 zwei Jahre in Bonn.

### Diplomatischer Dienst
1863 trat Bertie in den diplomatischen Dienst ein. Er diente von 1874 bis 1880 als Privatsekretär des Staatssekretärs im Foreign Office (Under-Secretary of State for Foreign Affairs), Robert Bourke, und nahm in dieser Rolle unter anderem am Berliner Kongress von 1878 teil. 1880 wurde er Assistant Clerk im Eastern Department, später Senior Clerk und 1894 Assistant Under-Secretary. Er spielte eine Rolle beim Zustandekommen der Anglo-Japanischen Allianz von 1902, dem ersten Schritt seines Landes aus der „splendid isolation“ des 19. Jahrhunderts. Im selben Jahr wurde er als Knight Commander des Bathordens in den persönlichen Adelsstand aufgenommen und im folgenden Jahr wurde er Knight Grand Cross des Royal Victorian Order. Im März 1903 wurde er zum Botschafter (Ambassador Extraordinary and Minister Plenipotentiary) in Italien ernannt, mit dem Großbritannien in der Mittelmeerentente verbunden war. Zugleich wurde er in den Privy Council eingeschworen. In Italien wurde Bertie nicht glücklich und bemühte sich schon im Jahr seiner Ernennung um die Nachfolge Edmund Monsons, des Botschafters in Frankreich, dessen Amtszeit bald enden sollte. Die Entente cordiale mit Frankreich von 1904, zunächst nur eine Übereinkunft in Kolonialfragen, begrüßte er aus ganzem Herzen, da sie nach seiner Ansicht die Gelegenheit bot, dem aufstrebenden, Weltgeltung anmeldenden Deutschen Reich auf dem Kontinent Grenzen zu ziehen. 1904 wurde er als Knight Grand Cross des Order of St. Michael and St. George ausgezeichnet.
Nach zwei Jahren auf dem Botschafterposten in Rom wurde er im Januar 1905 als Botschafter nach Paris beordert, wo schon sein verstorbener Schwiegervater Henry Wellesley, 1. Earl Cowley von 1852 bis 1867 Botschafter gewesen war. Es handelte sich in den Jahren der Entente cordiale um eine herausgehobene Stellung in der britischen Diplomatie, und Bertie war als zupackender Arbeiter (er wurde wegen seiner energischen Art auch „the Bull“ genannt) und Angehöriger der damals im Foreign Service allmählich die Überhand gewinnenden anti-deutschen Fraktion eine logische Besetzung. Mit Charles Hardinge, seit 1904 Botschafter in Sankt Petersburg, und einigen anderen Beamten (Louis Mallet, Eyre Crowe, …) hatte er schon einige Zeit eine Fraktion bzw. Clique im Foreign Office gebildet, die gegen die (aus ihrer Sicht) aggressive Außenpolitik des Deutschen Reichs ein Gegenmittel zu finden suchte. Sein deutscher Gegenpart in Paris, Hugo Fürst von Radolin (Botschafter von 1901 bis 1910), bezeichnete ihn schon kurz nach seiner Ankunft als „einen ausgesprochenen Gegner Deutschlands“. Kurz vor seinem Tod 1919 erklärte Bertie, bereits sein Aufenthalt in Bonn am Anfang seiner Karriere habe ihm erlaubt, den „wahren deutschen Charakter“ kennenzulernen. Bertie wurde von seinem Freund Maurice de Bunsen eingeführt, der damals noch Botschaftsrat in Paris war. 1908 wurde er zum Knight Grand Cross des Bathordens erhoben.
Nach einigen Anfangsschwierigkeiten wurde Bertie ein erfolgreicher Botschafter, der dazu beitrug, dass sich aus dem „herzlichen Einverständnis“ mehr und mehr ein bündnisartiger Verbund herauskristallisierte. In den beiden Marokkokrisen von 1905/06 und 1911 setzte er sich bei seinen Vorgesetzten im Foreign Office für eine Politik der klaren Rückendeckung gegenüber Frankreich ein. Seine französischen Gegenüber, darunter Théophile Delcassé, die in der Sorge lebten, im Ernstfall würde Großbritannien seinen Partner im Stich lassen, konnte er (mit Einschränkungen) beruhigen. Vorrang hatte in London zu dieser Zeit noch das Bemühen, die Kontinentalmächte (und Kolonialrivalen) Frankreich und Deutschland gegeneinander auszuspielen. Erst unter der ab Dezember 1905 die Geschäfte übernehmenden Regierung Campbell-Bannerman mit ihrem Außenminister Edward Grey legte sich Großbritannien allmählich auf die Entente als permanente Größe seiner Außenpolitik fest. Beim Zustandekommen der Abkommen von Cartagena (1907) wirkte Bertie in diesem Sinne mit.
Beim Ausbruch des Ersten Weltkrieges bereits knapp 70 Jahre alt und längst zur Pensionierung anstehend, verstand es Bertie, seinen Posten fast für die gesamte Dauer des Krieges zu behalten. Er wurde erst im April 1918 vom ex-Kriegsminister Lord Derby abgelöst, nachdem er schwer erkrankt war. Seine Rolle während des Krieges war jedoch eher marginal, so wurden zahlreiche Sondermissionen aus London ohne seine direkte Beteiligung abgewickelt, darunter mehrfache Besprechungen Lord Eshers mit französischen Offiziellen. 1915 wurde Bertie als Baron Bertie of Thame zum erblichen Peer erhoben und wurde dadurch Mitglied des House of Lords. Er sprach sich nach der Februarrevolution in Russland dagegen aus, die Romanows ins Exil nach Frankreich gelangen zu lassen. Er wurde bei seinem Abgang aus dem diplomatischen Dienst zum Viscount Bertie of Thame erhoben. Er erholte sich nie ganz von seiner Krankheit und starb 1919 75-jährig in London.

### Ehe und Nachkommen
Bertie hatte 1874 Lady Feodorowna Cecilia Wellesley, Tochter des 1. Earl Cowley geheiratet. Mit ihr hatte er einen Sohn und Erben Vere Frederick Bertie, 2. Viscount Bertie of Thame (1878–1954). Mit dessen kinderlosem Tod erloschen 1954 die beiden Adelstitel Baron und Viscount Bertie of Thame.